# (6420) Riheijyaya
(6420) Riheijyaya  es un asteroide perteneciente al cinturón de asteroides, descubierto el 14 de diciembre de 1993 por Takao Kobayashi desde el Observatorio de Ōizumi, en Japón.

## Designación y nombre
Riheijyaya se designó inicialmente como 1993 XG1.
Más adelante fue nombrado por Riheijyaya, un hermoso parque forestal en la parte occidental del pueblo de Kurohone, prefectura de Gunma.

## Características orbitales
Riheijyaya orbita a una distancia media del Sol de 2,991 ua, pudiendo acercarse hasta 2,683 ua y alejarse hasta 3,299 ua. Tiene una excentricidad de 0,103 y una inclinación orbital de 8,891° grados. Emplea en completar una órbita alrededor del Sol 1889,11 días.
Pertenece a la familia de asteroides de (221) Eos.

## Características físicas
Su magnitud absoluta es 12,46. Tiene 13,280 km de diámetro. Su albedo se estima en 0,145.